# Stefan Dörflinger
Stefan Dörflinger (* 23. prosince 1948 Nagold) je bývalý švýcarský motocyklový závodník narozený v Německu. Je čtyřnásobným mistrem světa v závodech silničních motocyklů, všechny čtyři tituly navíc získal v řadě, dva v kubatuře 50cc (1982, 1983) a další dva v navazující kubatuře 80 cc (1984, 1985). Krom toho byl v nejnižší kubatuře dvakrát druhý (1980, 1989) a třikrát třetí (1981, 1986, 1988). Celkem na Grand Prix odjel 159 závodů, 16 z nich vyhrál a 56krát stál na stupních vítězů. Odjel 18 sezón, krom padesátek a osmdesátek jezdil i stopětadvacítky, kde bylo jeho nejlepším celkovým umístěním deváté místo, které obsadil v sezónách 1976 a 1977.